# Nathalie Jeannet
Pour les articles homonymes, voir Jeannet.
Nathalie Jeannet est une actrice franco-suisse, née le 11 juin 1965 à Lausanne.

## Biographie
À sa sortie du Conservatoire de Musique de Genève, en section art dramatique, elle s'installe à Paris en 1985. Après un passage de quelques mois aux cours Vera Gregh - Tania Balachova et une saison à l'école de théâtre de la Maison de la Culture de Bourges, avec plusieurs directeurs de stage, dont Jean-Louis Benoît, elle commence une carrière en France et en Suisse, interprétant des rôles pour le théâtre, le cinéma et la télévision.

## Filmographie
- 1982 : Lettre ouverte aux adultes, téléfilm de Alain Bloch / TSR
- 1983 : Ex-fan des eighties, téléfilm de Gérard Louvin / TSR
- 1984 : Légitime défense, téléfilm d'Annie Bütler / TSR
- 1985 :
  - Le Caviar rouge, long métrage de Robert Hossein
  - Le Retour de l'enfant pauvre, téléfilm de Martin Pierlot
  - Le Tiroir secret, série télévisée, épisode de Roger Gillioz / TSR
- 1988 : Ville étrangère, long métrage de Didier Goldschmidt
- 1989 : Les Oubliés de la liberté, long métrage de Guy Deslauriers / Kreol Productions
- 1991 : Les Liens (autant que faire se peut), court métrage d'Anne Benhaïem
- 1992 : Puissance 4, série télévisée, Déshabillés fatals de Jean Marbœuf / France 3
- 1996 : Fourbi, long métrage d'Alain Tanner
- 1997 : On connaît la chanson, long métrage d'Alain Resnais
- 1998 : Vollmond, long métrage de Fredi Murer
- 2005 : Vénus & Apollon, série télévisée de Tonie Marshall, saison 1, épisodes 1 & 4 de Jean-Marc Vervoort / Arte
- 2008 :
  - État de manque, téléfilm de Claude d’Anna / France 2
  - Le Petit Nicolas, long métrage de Laurent Tirard
- 2009 : Mes amis, mes amours, mes emmerdes, série télévisée, saison 1, épisode 3 de Sylvie Ayme / TF1
- 2010 : Le 3e Jour, téléfilm de Bernard Stora / France 2
- 2016 : Les Heures Encre, court métrage de Wendy Pillonel / Peacock Film - ZHdK / Prix du Cinéma Suisse - Prix de la Francophonie au Festival Un poing c'est court - Prix du public à l'International Leuven Kort Film Festival...
- 2019 : Le Mari au Collège, court métrage d'Albéric Saint Martin, d'après le roman de Giovannino Guareschi
- 2023 : Les Indociles, série de Delphine Lehericey, d'après la BD de Camille Rebetez et Pitch Comment / TSR - Box productions
- 2025 : Intraçables, série de Louis Farge et Luc Walpoth / Akka Films, TSR - Empreinte digitale, TF1

## Théâtre
- 1987 :
  - L'École buissonnière d'Eugène Labiche / Jean-Louis Benoît / Maison de la Culture de Bourges
  - Ubu roi d'Alfred Jarry / Jean-Louis Hourdin / Tournée en France
- 1990 : L'Antiphon de Djuna Barnes / Daniel Mesguich / Théâtre de l'Odéon - Paris
- 1991 : Le Village en flammes de Rainer Werner Fassbinder / Rafael Bermudez / Théâtre du Grûtli - Genève
- 1992 : Les Somnambules de Pierre Erwan Guillaume, d'après Les Nuits blanches de Dostoïevski / Jean-Paul Civeyrac / Théâtre Marie Stuart - Paris
- 1993 : Le Retour de guerre de Michel Viala / Stéphane Guex / Théâtre du Grütli - Genève
- 1994 : Les Sept portes de Botho Strauss / Darius Peyamiras / Théâtre Arsenic - Lausanne
- 1996 : Felix de Robert Walser / Claude Aufaure / Centre culturel suisse - Paris / Nouveau théâtre d'Angers
- 1997 : P. 207 et suivantes, d’après La Taupe de John le Carré / Didier Goldschmidt / Théâtre national de Bretagne - Rennes

2002 :
- Le Tartuffe de Molière / François Ha Van / Tournée en France
- Mademoiselle Julie de August Strindberg / Ivan Heidsieck/ Tournée en Île-de-France

- 2003 : Combat de nègre et de chiens de Bernard-Marie Koltès / Joël Pagier / Chapelle St Louis - Rouen
- 2004 : Le Conte d'hiver de Shakespeare / Martine Paschoud / Comédie de Genève
- 2005 : L'Île des esclaves de Marivaux / Gino Zampieri / Théâtre Populaire Romand - La Chaux-de-Fonds
- 2007 : Osée Joséphine de Jean-Yves Dretzolis / François Ha Van / Petit Hébertot - Paris
- 2008 : Much Ado About Nothing de Shakespeare / adaptation de Philippe Honoré / Philippe Person / Le Lucernaire - Paris
- 2009 : Le Tartuffe de Molière / François Ha Van / Tournée en France
- 2010 : Hamlet de Shakespeare / Eric Salama / La Tour Vagabonde - Genève
- 2011-2013 :
  - L'Épreuve de Marivaux / Agathe Alexis / Théâtre de l'Atalante - Paris / tournée en France, Suisse / Théâtre Okolo - Moscou
  - Les Acteurs de bonne foi de Marivaux / Robert Bouvier / Théâtre du Passage - Neuchâtel / tournée en France, Suisse / Théâtre Okolo - Moscou
- 2012 : Meurtre par omission de Jean-Pierre Klein / Philippe Adrien / Théâtre Portail Sud - Chartres
- 2014 : Et il n'en resta plus aucun d'après le roman Dix petits nègres d'Agatha Christie / Robert Sandoz - Cie L'Outil de la Ressemblance / Théâtre de Carouge - Genève
- 2015-2017 : Le Moche de Marius von Mayenburg / Nathalie Sandoz - Cie De Facto / Théâtre du Passage - Neuchâtel / Théâtre Populaire Romand - La Chaux de Fonds / Théâtre des Osses - Givisiez / Théâtre de l'Atalante - Paris
- 2016 : Le Poème de l'Angle Droit,  Le Corbusier / Nathalie Jeannet / Villa Savoye - Poissy
- 2016-2018 : La Cerisaie, variations chantées de Susana Lastreto Prieto, d'après Anton Tchekhov - Théâtre de l'Épée de bois, Théâtre 14, Théâtre de l'Atalante - Paris
- 2017-2019 : Le Tartuffe de Molière / François Ha Van / Tournée en France - Festival Avignon Off 2017
- 2020 : L'Ordinaire de Michel Vinaver / Pierre Dubey / Mamco - Genève
- 2022-2023 : Les Rustres de Carlo Goldoni, Daniela Morina Pelaggi - Daï Daï Produçao / Tournée / I Solisti del Teatro - Rome

- 2023 : La Maison Bernarda Alba de Federico Garcia Lorca / traduction de Fabrice Melquiot / création collective au Théâtre du Galpon - Genève

- 2023 : C'est bizarre l'écriture de Christiane Rochefort et Orit Mizrahi - Petite Lumière / Théâtre Essaïon, Paris - Théâtre Transversal, Festival Avignon Off 2023
- 2025 : Couples de Susana Lastreto Prieto - GRRR / Théâtre de l'Épée de Bois, Cartoucherie de Vincennes, Paris